# Кистенмахер, Энрике
Энрике Альберто Кистенмахер Венденбург (исп. Enrique Alberto Kistenmacher Wendenburg; 4 апреля 1923, Консепсьон, Корриентес — 11 февраля 1990) — аргентинский легкоатлет, выступавший в десятиборье и отдельных видах. Участник летних Олимпийских игр 1948 года, трёхкратный чемпион Южной Америки 1947 и 1949 годов, серебряный призёр чемпионата Южной Америки 1952 года, бронзовый призёр чемпионата Южной Америки 1947 года.

## Биография
Энрике Кистенмахер родился 4 апреля 1923 года в аргентинском городе Консепсьон.
Выступал в легкоатлетических соревнованиях за Буэнос-Айрес.
Завоевал четыре медали чемпионата Южной Америки: в 1947 году в Рио-де-Жанейро золото в десятиборье и бронзу в прыжках в длину, в 1949 году в Лиме два золота в десятиборье и прыжках в длину, в 1952 году в Буэнос-Айресе серебро в эстафете 4х400 метров.
В 1948 году вошёл в состав сборной Аргентины на летних Олимпийских играх в Лондоне. В десятиборье занял 4-е место, набрав 6929 очков и уступив 148 очков завоевавшему золото Бобу Мэтиасу из США. В прыжках в длину занял 10-е место, показав результат 6,800 метра и уступив 1,025 метра победителю Вилли Стилу из США. Также был заявлен в эстафете 4х100 метров, но не вышел на старт.
Умер 11 февраля 1990 года.

## Личные рекорды
- Прыжки в длину — 7,365 (1949)[1]